# Волость РСФСР
Волость РСФСР — административно-территориальная единица РСФСР. Волости входили в состав уездов РСФСР. В 20-е годы XX века происходит укрупнение территорий дореволюционных волостей, из-за ликвидации волостного самоуправления, вместо него возникли волостные советы крестьянских депутатов